# Condado de Carleton (Novo Brunswick)
O Condado de Carleton é um dos quinze condados da província canadense de New Brunswick.